# Eduard Nazarow
Eduard Wasiljewicz Nazarow (ros. Эдуард Васильевич Наза́ров; ur. 23 listopada 1941 w Moskwie, zm. 11 września 2016 tamże) – radziecki animator, dyrektor artystyczny oraz reżyser. W latach 1987–99 wiceprezes ASIFA. Ludowy Artysta Federacji Rosyjskiej (2012). 

## Życiorys
W latach 1959–2002 w studiu Sojuzmultfilm. Od 1967 roku dyrektor artystyczny (wraz z Władimirem Zujkowem w filmach animowanych Fiodora Chitruka). W 1973 roku zadebiutował jako reżyser. Tworzył animację rysunkową. 
Jego film rysunkowy Był sobie pies otrzymał m.in. pierwszą nagrodę na Międzynarodowym Festiwalu Filmowym w Odense (Dania). Wyreżyserował także m.in. dwie krótkometrażowe animacje z serii Wesoła karuzela («Бегемотик» – Весёлая карусель № 7, «Принцесса и людоед» – Весёлая карусель № 9).
Eduard Nazarow zmarł w Moskwie dnia 11 września 2016 roku w wieku 75 lat po długiej chorobie. Reżyser od dawna miał problemy z naczyniami krwionośnymi. 
Spoczywa pochowany na Cmentarzu Wagańkowskim w Moskwie.

## Wybrana filmografia

### Reżyser
- 1975: «Бегемотик» – Весёлая карусель № 7
- 1977: «Принцесса и людоед» – Весёлая карусель № 9
- 1982: Był sobie pies
- 1983: Podróż mrówki
- 1985: Про Сидорова Вову»
- 1987: «Мартынко»

### Dyrektor artystyczny
- 1969: Kubuś Puchatek
- 1971: Kubuś Puchatek idzie w gości
- 1972: Kubuś Puchatek i jego troski
- 1973: Wyspa
- 1974: Dam Ci gwiazdkę z nieba
- 1982: Był sobie pies

### Animator
- 1965: Wakacje Bonifacego

## Nagrody i odznaczenia
- Nagroda Państwowa RFSRR im. Braci Wasiljewych (1988)
- Zasłużony Działacz Sztuk RFSRR (1991)[4]
- Ludowy Artysta Federacji Rosyjskiej (2012)[7]

## Nagrody na festiwalach filmowych
Ochota (1979) 
- 1980: Nagroda na III Międzynarodowym Festiwalu Filmowym w Espinho (Portugalia)
- 1980: Nagroda na Międzynarodowym Festiwalu Filmowym w Huesca (Hiszpania)

Był sobie pies (1982)
- 1983: Nagroda Specjalna Jury na Międzynarodowych dniach kina animowanego w Annecy (Francja)
- 1983: Nagroda na Międzynarodowym Festiwalu Filmowym młodych reżyserów w Tours (Francja)
- 1983: Pierwsza nagroda na V Międzynarodowym Festiwalu filmów w Odense (Dania)

Putieszestwije murawja (1983) 
- 1984: Pierwsza nagroda w kategorii filmów dla dzieci na VI Światowym Festiwalu Filmów Animowanych w Zagrzebiu (Jugosławia)

Pro Sidorowa Wowu (1985)
- 1986: Nagroda na XIX Wszechzwiązkowym Festiwalu Filmowym

Martynko (1987) 
- 1988: Oficjalna selekcja na Międzynarodowym Festiwalu w Szanghaju (Chiny)